# Petra Mlejnková
Petra Mlejnková (* 1984) je česká politoložka, bezpečnostní expertka zabývající se problematikou dezinformací a politického extremismu a vysokoškolská učitelka.

## Život
Narodila se v roce 1984. Vyrůstala v Praze. V letech 2003 až 2006 studovala politologii a mezinárodní vztahy na Fakultě sociálních studií Masarykovy univerzity, kde v roce 2006 získala bakalářský titul. Na FSS MU poté zahájila studium dvou navazujících magisterských oborů současně; nejprve získala magisterský titul v roce 2008 na Katedře politologie a posléze v roce 2010 i na Katedře mezinárodních vztahů a evropských studií FSS MU. Ještě v roce 2008 navíc zahájila doktorské studium na Katedře politologie, které v roce 2014 úspěšně ukončila, získala tak titul Ph.D. a v dubnu 2014 se stala odbornou asistentkou na Katedře politologie. K roku 2025 působila na FSS MU jako proděkanka pro internacionalizaci a záležitosti studentů.
V září 2019 se stala vedoucí Katedry politologie FSS MU. Ve funkci skončila v srpnu 2022, když ji nahradil politolog Otto Eibl. Na FSS MU zároveň působí jako odborná asistentka. Je spoluautorkou knihy Nejlepší kniha o fake news, dezinformacích a manipulacích!!!. Podílela se na celé řadě různých výzkumných projektů souvisejících s jejím odborným zaměřením.
Ve volném čase se věnuje sportu, turistice a gastronomii.